# Кам'янка-Лісова
Кам'янка-Лісова — греко-католицька парафія та частина неіснуючого тепер села Кам'янка-Волоська.

## Історія
Утворена в 1854 році у зв'язку з поділом села Кам'янка-Волоська на дві гміни: Кам'янку-Волоську та власне Кам'янку-Лісну. Складалась з таких присілків: Буди, Криве, Миляво, Пирятин, Бишків і Боброїди.
Парафія в Кам'янці-Лісовій заснована близько 1660 року. Місцева церква дерев'яна з трьома куполами, будувалася від 1666 року по 1701 рік, а може й до 1721 року. В церкві знаходився портрет засновника, отця Василія Гавриловича Курдоби з 1668 року і оригінальна грамота заснування парафії на пергаменті, королем Михайлом в 1671 році виставлена. Гарний іконостас пензля Демяна Раєвича з 1666 року, відновив разом з церквою Антоній Монастирський з Любичі в 1859 році.